# 天下無双
天下無双は中世中国での理想郷『蓬萊』の世界観をモチーフにした臺灣開発の武侠MMORPG。
日本では、トゥループランケーションによって運営されていた。2006年7月20日24時に運営が終了した。
アイテム課金制であり、基本プレイは無料（2006年3月、アイテムモール開始）であった。

## ゲームの特徴
- 職業は剣宗、戟門、詭流、幻道の4種類であり、プレイヤーは五行により属性決定。
- 人物レベル「等級」および招式の熟練度を鍛えることにより成長。
- クエストを消化していくことで、金銭や経験およびアイテムを取得可能。
- 招式を連ねる「連招」と言うシステムを採用し、29等級になることで漢字5文字までのオリジナル名称の設定可能。
- 結婚・ギルド「幇会」・PT（パーティープレイ）、露天、およびPK（等級51から）システムの採用。